# Sima-Violet

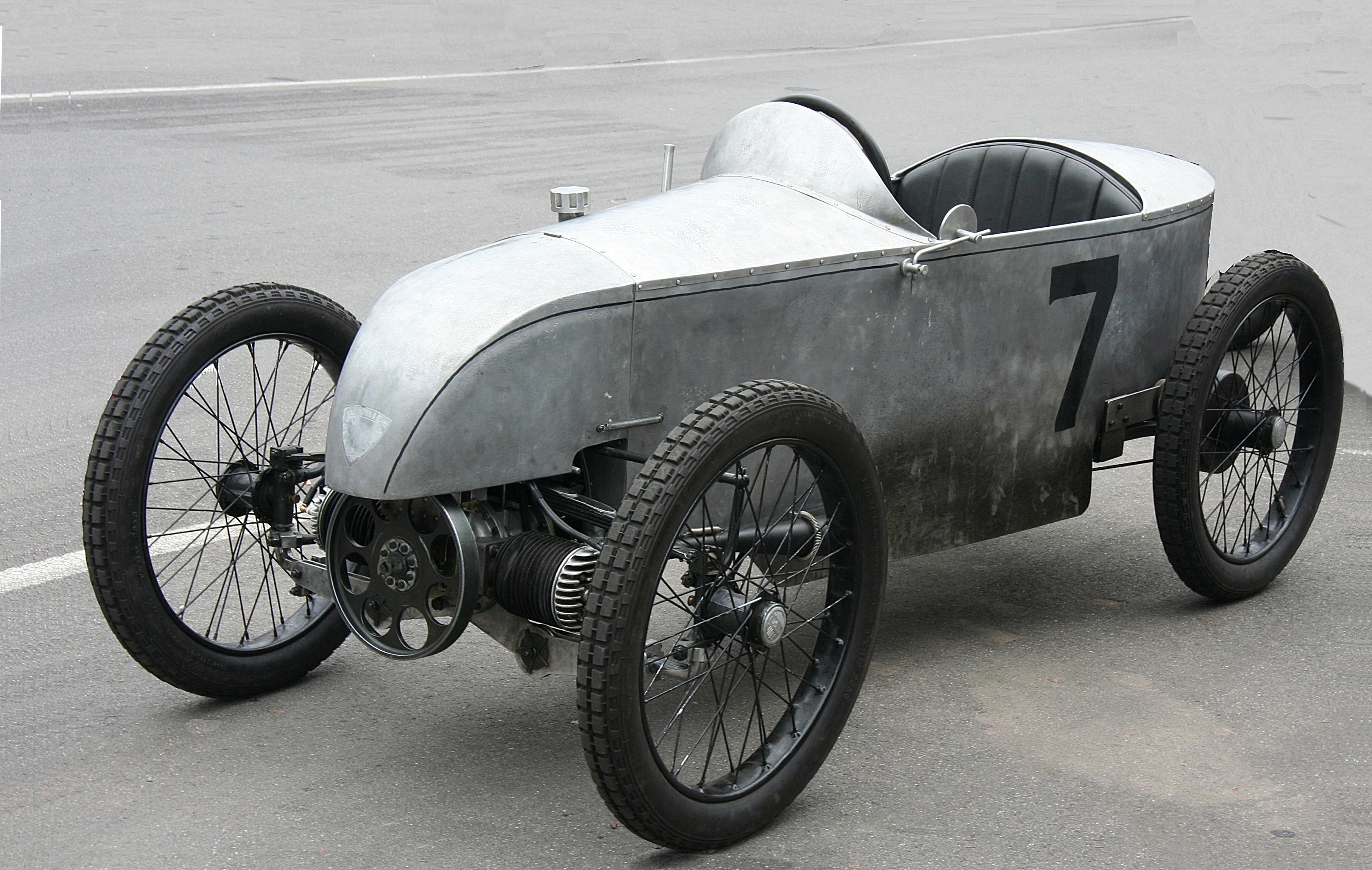
Sima-Violet – Motor frei im Fahrtwind

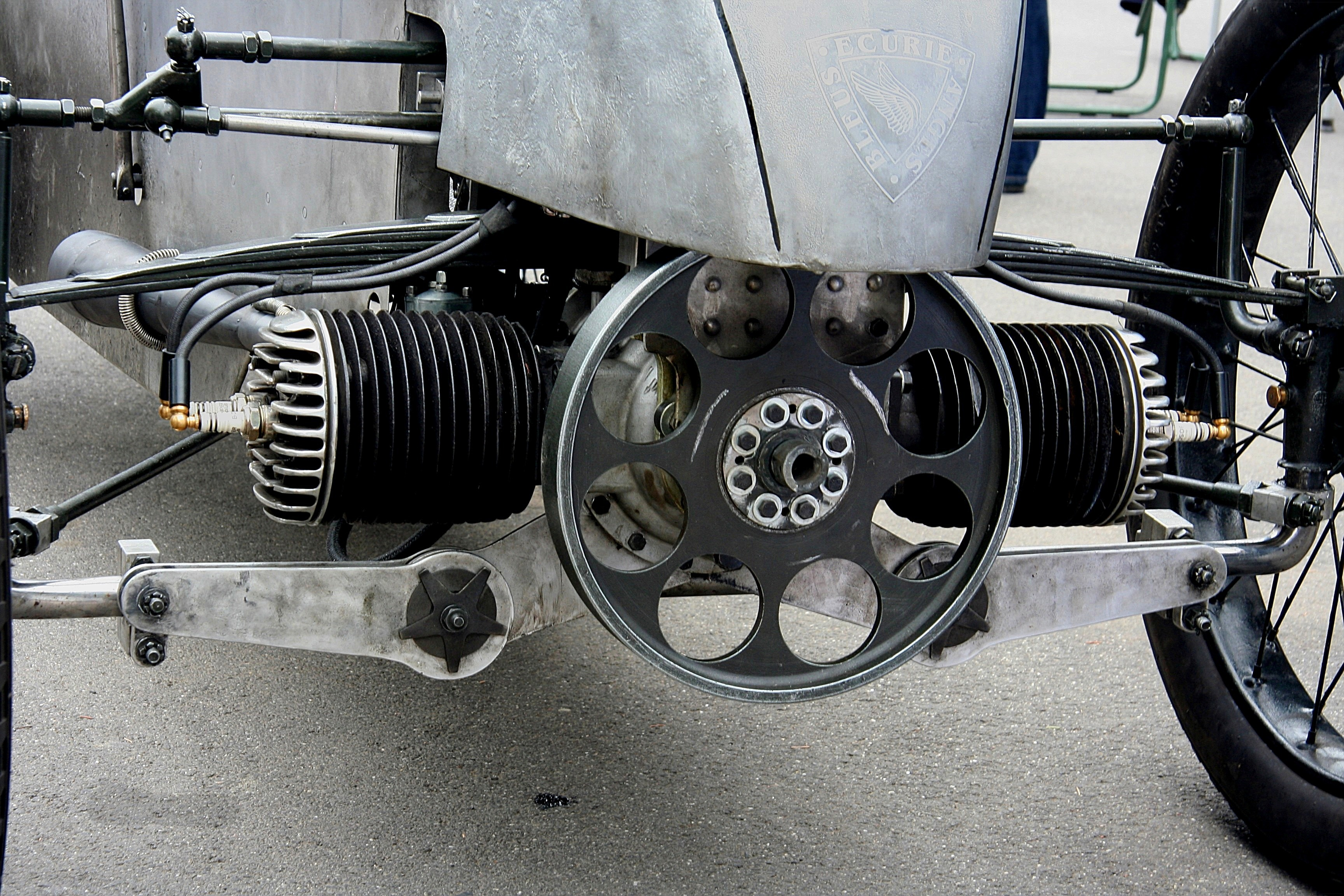
Motor und Vorderradaufhängung

Sima-Violet war eine französische Automarke.

## Unternehmensgeschichte
Der Konstrukteur Marcel Violet gründete 1924 in Courbevoie das Unternehmen Société Industrielle de Matériel Automobile zur Produktion von Automobilen. Der Markenname lautete Sima-Violet, wobei Sima die Kurzform von Société Industrielle de Matériel Automobile war und Violet für den Konstrukteur stand. 1929 endete die Produktion. Sima-Standard übernahm das Unternehmen.

## Fahrzeuge
Das einzige Fahrzeug war ein Cyclecar, ein Fahrzeug auf der Stufe zwischen Motorrad und Auto.
Der Wagen hatte einen vorn eingebauten luftgekühlten Zweizylinder-Zweitakt-Boxermotor mit einem Hubraum von 497 cm³ (Bohrung 65 mm, Hub 75 mm) mit einer standardmäßigen Höchstleistung von 10 PS. Die Kraft wurde über ein Zweiganggetriebe auf die Hinterräder übertragen. Als Höchstgeschwindigkeit sollen 110 km/h erreicht worden sein.
Der Sima-Violet wurde auf einem Zentralrohrrahmen vorwiegend als Zweisitzer, für den sportlichen Einsatz aber auch als Einsitzer hergestellt. Die Räder waren an Starrachsen aufgehängt, mit einer oberen Querblattfeder und Reibungsstoßdämpfern vorn sowie Halbelliptikfedern hinten. Nur die Hinterräder wurden gebremst.